# Leucanopsis terola
Leucanopsis terola är en fjärilsart som beskrevs av William Schaus 1941. Leucanopsis terola ingår i släktet Leucanopsis och familjen björnspinnare. Inga underarter finns listade i Catalogue of Life.